# Senoculifer simplicibulbis
Senoculifer simplicibulbis är en spindelart som beskrevs av Balogh 1936. Senoculifer simplicibulbis ingår i släktet Senoculifer och familjen snabblöparspindlar. Inga underarter finns listade i Catalogue of Life.